# Siesta!

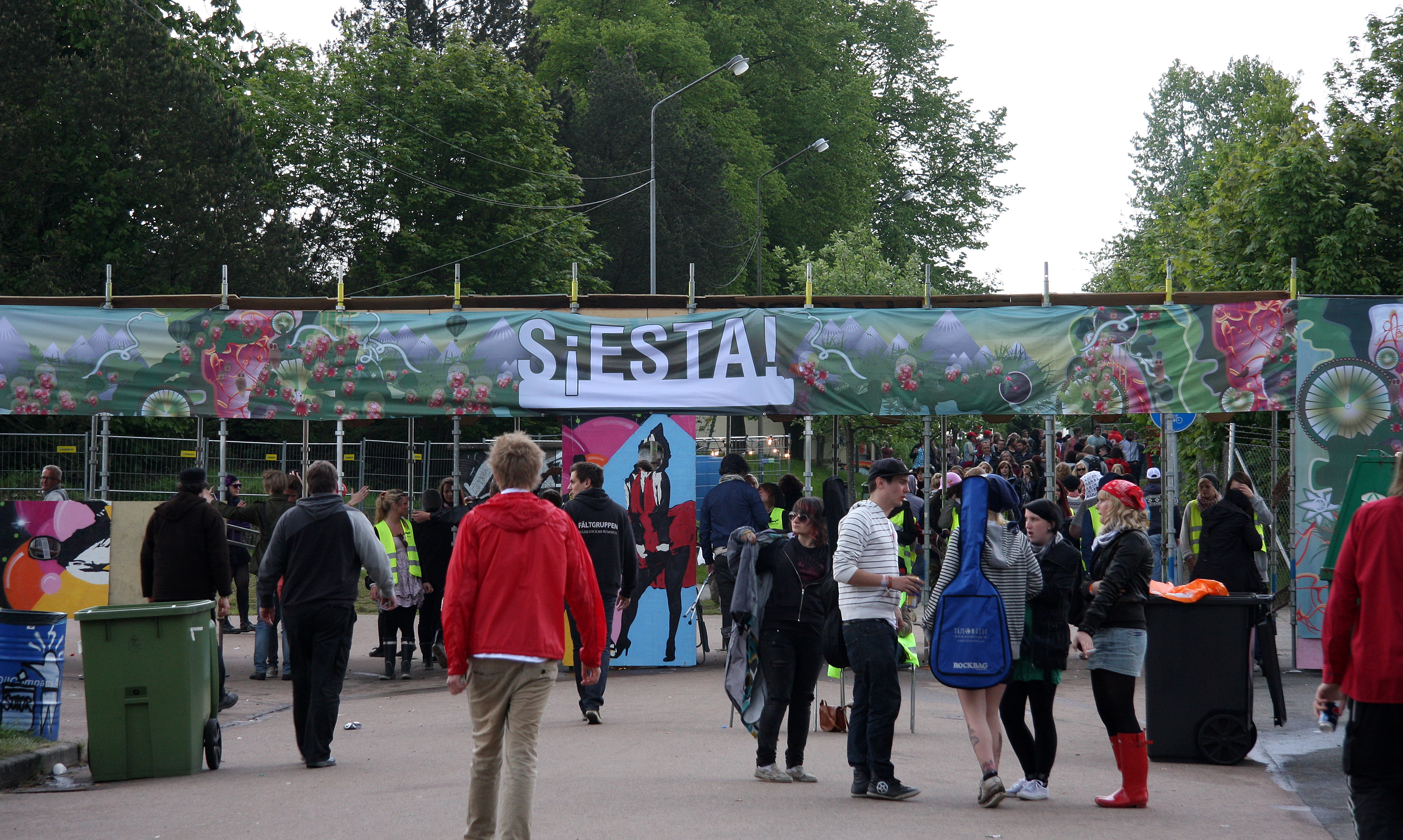
Eingangsbereich

Das Siesta! Festivalen war ein von 2003 bis 2014 im schwedischen Hässleholm stattfindendes mehrtägiges Musikfestival. Ausrichter war die 1989 gegründete Kulturföreningen Markan. Das Festival zog, laut Festivalhomepage, Besucher aus ganz Schweden, Norwegen und Dänemark an. Das Festival hatte etwa 10.500 Besucher erreicht.
Die Musiker und Bands spielten auf vier Bühnen. Die größte Bühne stellte die „Fiesta! Stage“ dar, wo mindestens 14.000 Festivalbesucher Platz fanden. Die Fiesta Stage war deshalb auch die „Main Stage“. Die weiteren Bühnen trugen die Namen „Chili!“, „Playa!“ und die „Casa!“. Letztere Bühne war für Newcomer-Bands und Solomusiker.
Wegen schlechter Kartenverkäufe wurde das Festival 2013 abgesagt, 2014 gab es noch eine letzte, wesentlich verkleinerte Veranstaltung.

## Künstler (Auswahl)
NOFX, The Hives, Death Cab for Cutie, Sonic Youth, The Kooks, Kendrick Lamar, Wolfmother, Mando Diao, Anti-Flag, Placebo, Phoenix, Röyksopp, The Sounds, Dinosaur Jr., Danko Jones, Icona Pop, Den Svenska Björnstammen